# Torneo di Wimbledon 2024 - Doppio femminile in carrozzina
Il doppio femminile in carrozzina del torneo di tennis professionistico Torneo di Wimbledon 2024, facente parte della categoria Grande Slam nell'ambito dell'ITF Wheelchair Tennis Tour, si è disputato all'All England Lawn Tennis and Croquet Club di Wimbledon, Londra, Inghilterra, dal 9 al 14 luglio 2024.
Diede de Groot e Jiske Griffioen erano le campionesse in carica, ma sono state sconfitte in finale da Yui Kamiji e Kgothatso Montjane con il punteggio di 6–4, 6–4.

## Teste di serie
1. Yui Kamiji /  Kgothatso Montjane (Campionesse)

1. Diede de Groot /  Jiske Griffioen (finale)

## Tabellone

### Legenda
| - Q = Qualificato - WC = Wild card - LL = Lucky loser | - ALT = Alternate - SE = Special Exempt - PR = Protected Ranking | - w/o = Walkover - r = Ritirato - d = Squalificato |

|  | Quarti di finale | Quarti di finale                     | Quarti di finale                     | Quarti di finale | Quarti di finale |  |  | Semifinali | Semifinali                     | Semifinali                     | Semifinali                     | Semifinali                     |   |   | Finale | Finale                        | Finale                        | Finale | Finale |  |
|  |                  |                                      |                                      |                  |                  |  |  |            |                                |                                |                                |                                |   |   |        |                               |                               |        |        |  |
|  | 1                | Yui Kamiji Kgothatso Montjane        | Yui Kamiji Kgothatso Montjane        | 6                | 6                |  |  |            |                                |                                |                                |                                |   |   |        |                               |                               |        |        |  |
|  |                  | Dana Mathewson Manami Tanaka         | Dana Mathewson Manami Tanaka         | 3                | 2                |  |  | 1          | Yui Kamiji Kgothatso Montjane  | Yui Kamiji Kgothatso Montjane  | 6                              | 6                              |   |   |        |                               |                               |        |        |  |
|  |                  | Angelica Bernal Lucy Shuker          | Angelica Bernal Lucy Shuker          | 3                | 0                |  |  |            | Li Xiaohui Zhu Zhenzhen        | Li Xiaohui Zhu Zhenzhen        | 2                              | 2                              |   |   |        |                               |                               |        |        |  |
|  |                  | Li Xiaohui Zhu Zhenzhen              | Li Xiaohui Zhu Zhenzhen              | 6                | 6                |  |  |            |                                |                                |                                |                                |   |   | 1      | Yui Kamiji Kgothatso Montjane | Yui Kamiji Kgothatso Montjane | 6      | 6      |  |
|  |                  | Guo Luoyao Wang Ziying               | 6                                    | 3                | 7                |  |  |            |                                | 2                              | Diede de Groot Jiske Griffioen | Diede de Groot Jiske Griffioen | 4 | 4 |        |                               |                               |        |        |  |
|  |                  | Lizzy de Greef Aniek Van Koot        | 4                                    | 6                | 5                |  |  |            | Guo Luoyao Wang Ziying         | Guo Luoyao Wang Ziying         | 3                              | 4                              |   |   |        |                               |                               |        |        |  |
|  |                  | Maria Florencia Moreno Momoko Ohtani | Maria Florencia Moreno Momoko Ohtani | 0                | 0                |  |  | 2          | Diede de Groot Jiske Griffioen | Diede de Groot Jiske Griffioen | 6                              | 6                              |   |   |        |                               |                               |        |        |  |
|  | 2                | Diede de Groot Jiske Griffioen       | Diede de Groot Jiske Griffioen       | 6                | 6                |  |  |            |                                |                                |                                |                                |   |   |        |                               |                               |        |        |  |